# Jazzy and the Pussycats
Jazzy and the Pussycats (с англ. — «Джаззи и кошечки») — вторая серия восемнадцатого сезона мультсериала «Симпсоны». Была показана 17 сентября 2006 года.

## Сюжет
Умирает от передозировки Эмбер Пай Гоу Симпсон, официантка из Лас-Вегаса, на которой когда-то был по ошибке женат Гомер Симпсон. Во время похорон в Спрингфилдской церкви Барт Симпсон проказничает, и все горожане обвиняют Мардж в плохом воспитании сына. Симпсоны ведут Барта к психиатру, доктору Брентано, который рекомендует мальчику заняться игрой на ударных, чтобы выплеснуть энергию и развить концентрацию. Далее показана пародия на клип «White Stripes» «The Hardest Button to Button» — Барт барабанит в автобусе, в школе — везде, он встречает Мэг и Джека Уайтов и они гонятся за ним, но падают с моста. Барт барабанит всю ночь и мешает родителям спать, наутро Лиза, чтобы дать им передохнуть, ведёт брата на детский джазовый утренник, где предлагает ему выступить на сцене вместе с ней. Барта замечают известные музыканты и предлагают присоединиться к их трио под именем «Тик-Так Симпсон».
Так Барт становится профессиональным барабанщиком и весь город им гордится. Кроме Лизы, которая грустит, потому что сама всегда мечтала выступать с легендами джаза. Чтобы утешить девочку, Мардж ведёт её в приют для животных, где Лиза выбирает себе симпатичного щеночка. Ночью к Лизе приходит видение — старый пёс, которого она не взяла, обвиняет девочку в том, что она обрекла его на смерть. Лиза вновь идёт в приют, откуда она забирает двух собак и птицу. Кроме того, по дороге домой она подбирает и других брошенных и обиженных животных, которых впоследствии прячет на чердаке. Но случайно на чердаке оказывается Барт, и тигр прокусывает ему руку.
Барт идёт на поправку, но доктор говорит, что он уже никогда не сможет барабанить, потому что повреждён нерв. А животных Лизы угрожает забрать и убить служба контроля над животными, и девочка очень грустит. Музыканты, с которыми играл Барт, организовывают благотворительный концерт, чтобы собрать деньги на операцию по восстановлению нерва, но в конце представления Барт говорит, что все деньги он предпочитает отдать на строительство приюта для брошенных животных имени Лизы Симпсон.

## Саундтрек
- «The hardest button to button» в исполнении The White Stripes — эту песню играет Барт, скачками передвигаясь по городу, пока не встречает группу The White Stripes.
- «Killer Joe» — звучит в начале детского утренника.
- «Take Five» в исполнении «The Dave Brubeck Quartet» — исполняется на утреннике, Лиза солирует на саксофоне.
- «Big Noise From Winnetka» — первая песня, исполненная Бартом вместе с известными музыкантами.
- «Little Green Bag» в исполнении «George Baker Selection», песня из фильма «Бешеные псы» — звучит, когда Лиза ходит по городу и собирает животных.
- «Caravan» Хуана Тизола и Дюка Эллингтона — играют на благотворительном концерте.